# 8011 Saijokeiichi
8011 Saijokeiichi è un asteroide della fascia principale. Scoperto nel 1989, presenta un'orbita caratterizzata da un semiasse maggiore pari a 2,6157467 UA e da un'eccentricità di 0,1622669, inclinata di 1,64963° rispetto all'eclittica.